# Miscelánea
On désigne sous le nom de miscelánea ou micelánea (mélanges) un genre littéraire appartenant à la didactique qui s'est développé principalement à la Renaissance et au Baroque en Espagne, aux XVIe siècle et XVIIe siècle. Il constitue un des principaux antécédents de l'essai. C'est une collection de matériaux hétérogènes reliés entre eux par l'intérêt porté par le compilateur et le public, mélangeant l'opinion exprimée, l'information et le divertissement.
Cela a fait de la miscelánea un genre extrêmement populaire. Elles ont été traduites et adaptées dans toutes les langues. Comme dans les polianteas ou encyclopédies générales qu'utilisaient les prêtres pour leurs sermons et les écrivains et dramaturges pour leurs œuvres, tous ceux-ci y trouvaient facilement leur inspiration. Chez elles, ils pouvaient trouver tout type de proses, vers et y compris des pièces dramatiques de provenance très variée, aussi bien savante que populaire.
La structure des misceláneas va du dialogue à une collection de lettres classées par thèmes. Elle peut se présenter comme la réunion d'un certain nombre de personnages qui explorent un sujet à partir des thèmes proposés par un d'entre eux.
Au XVIe siècle ont été tout particulièrement lues les Epístolas familiares de Fray Antonio de Guevara et la Silva de varia lección de Pedro ou Pero Mexía, la Miscelánea de Luis Zapata, la Silva curiosa de Julián de Medrano, le Jardín de flores curiosas de Antonio de Torquemada, et, au XVIIe siècle, Los cigarrales de Toledo de Tirso de Molina, les Cartas filológicas de Francisco Cascales, los Errores celebrados de Juan de Zabaleta, etc. 